# József Natonek
József Natonek (Kömlőd, 1813 - Bátor, 25 de novembro de 1892) foi um rabino ortodoxo húngaro, considerado um dos precursores do sionismo.
Ele nasceu em 1813, em Kömlőd, no departamento de Komárom-Esztergom, onde seu pai o ensinou a língua hebraica e a leitura da Torá. Posteriormente foi enviado para estudar em Zagreb, e entre 1831 e 1839 foi aprimorar seus estudos no famoso yeshiva de Markusz Trebitsch em Nikolsburg (hoje: Mikulov) e conquistou a formação de rabino em Bratislava, no yeshiva de Hatam Sofer, que era forte opositor às ideias do iluminismo judaico alemão. Tornou-se rabino em Jászberény, e lá foi a primeira pessoa a defender a ideia do sionismo na Hungria. Em Em 1851, publicou o livro Hahitgalut Ha’elohit al yedey Moshe ("Sobre a Revelação Divina a Moisés"), no qual ele se questiona, após a Revolução húngara de 1848 a razão pela qual os judeus não poderiam se libertar e conquistar a sua independência, como várias outras nações.
Deixou a cidade em 1860 (ano em que Theodor Herzl nasceu), após discursar na sinagoga contra a emancipação dos judeus e pela colonização da Palestina. Seu discurso gerou polêmica na comunidade judaica local e desagradou a polícia. Assim, mudou-se para Székesfehérvár, onde permaneceu entre 1861 e 1867 e seguiu divulgando sua ideia.
Em 1861, publicou o livro Mashiach: Masa al Ha’emantzipatzya shel Hayehudim ("O Messias - Sobre a Emancipação dos Judeus"), sob o pseudônimo Ábir Amiéli, no qual ele se opunha à emancipação, que em sua opinião levaria os judeus à assimilação ao povo húngaro e à consequente perda de sua identidade nacional judaica. Como alternativa, ele defendia o assentamento da Terra de Israel para criação de um estado judaico. As autoridades húngaras confiscaram todas as cópias do livro. No ano seguinte, percebeu a profunda semelhança entre as ideias de seu livro confiscado e a obra Roma e Jerusalém: A Última Questão Nacional, de Moses Hess, com quem então iniciou uma longa amizade.
Natonek conseguiu estabelecer importantes relações internacionais no intuito de concretizar o Estado de Israel, mantendo negociações com o grão-vizir da Constantinopla, com o Barão Rothschild e com diversas organizações judaicas de outros países. Entre 1866 e 1867, ele participou de reuniões na Prússia e em Constantinopla, para tentar convencer o sultão turco a permitir a imigração em massa de judeus para a Palestina. Ele viajou para Constantinopla com uma carta de apoio do embaixador vienense do Império Otomano, e lá celebrou muitos tratados, mas não conseguiu encontrar-se com o sultão, tendo sido impedido por um acontecimento inesperado: a revolta dos gregos cretenses (1866-1869).
Ao mesmo tempo, desenvolveu um plano para a colonização da Terra Sagrada, e foi eleito presidente do capítulo húngaro do movimento Hovevei Zion, e em 1872 começou um jornal mensal sionista em língua alemã, Das Einige Israelt ("A Israel Unida"), no qual argumentava pela colonização palestina e pela adoção da língua hebraica. O pai de Theodor Herzl foi um assinante do jornal e Natonek o visitava constantemente em sua casa, o que pode ter influenciado o discurso do criador do movimento sionista. Moses Hess e Yehuda Alkalai o apoiaram financeiramente. 
Uma bibliografia sobre ele (em húngaro) foi publicada em 1946, em Tel Aviv, pelo também rabino Frenkel Bernát que era casado com a neta de Natonek.